# FK Torpedo Moscou
Pour les articles homonymes, voir Torpedo (homonymie).
Maillots
Actualités
Le Futbolny klub Torpedo Moscou, plus couramment abrégé en Torpedo Moscou (en russe : Торпедо Москва), est un club de football russe fondé en 1924 et basé dans la ville de Moscou, capitale du pays.
Évoluant dans un premier temps au sein du championnat de la ville de Moscou, il intègre en 1936 la deuxième division soviétique avant d'être promu dans l'élite deux ans plus tard en 1938. Le club s'établit par la suite comme une figure récurrente du championnat soviétique d'après-guerre, l'emportant à trois reprises en 1960, 1965 et 1976. Il se fait également remarquer dans la Coupe nationale qu'il remporte six fois entre 1949 et 1986.
Après la fin de l'Union soviétique en 1991, le Torpedo est intégré directement au sein de la première division russe et remporte notamment la première édition de la Coupe de Russie en 1993. Enchaînant par la suite les périodes entre le haut et de bas de classement, le club est finalement relégué pour la première fois de son histoire à l'issue de la saison 2006. Il connaît par la suite de multiples problèmes financiers, qui l'amènent notamment à perdre son statut professionnel pour un temps en 2009 et à évoluer principalement dans les échelons inférieurs depuis lors, malgré un bref retour dans l'élite lors de la saison 2014-2015. Il évolue dans la deuxième division russe depuis la saison 2023-2024.
Le club est historiquement lié à la grande entreprise automobile ZIL, qui est son propriétaire de 1930 à 1996, puis de 2009 à 2017. Il est par la suite racheté par son propriétaire actuel, l'oligarque Roman Avdeïev, en octobre 2017.
Bien que le club ait obtenu la possibilité de jouer en Premier-Liga lors de la saison 2025-2026 sur la base des résultats de la saison 2024-2025 de deuxième division, il a été exclu de la Premier-Liga pour tentative de trucage de matchs durant la saison 2024-2025.

## Histoire

### Période soviétique (1924-1991)

#### Débuts et premier âge d'or (1924-1949)
Le club est fondé le 17 août 1924 sous le nom Proletarskaïa Kouznitsa (pour « Forges prolétaires ») par le syndicat des métallurgistes d'Union soviétique. Il évolue dans un premier temps au sein du championnat local de Moscou avant d'être repris en 1930 par la société automobile Avtomobilnoïe Moskovskoïe Obchtchestvo (AMO, future ZIL), qui donne son nom à l'équipe dans la foulée. Devenant par la suite le ZIS en 1933, il adopte finalement son appellation historique Torpedo à partir de 1936. Ces premières années voient notamment passer par le club Viktor Maslov, Konstantin Chtchekostski ou encore Mikhaïl Rouchtchinski. Lors de l'organisation du premier championnat soviétique en 1936, le Torpedo est dans un premier temps placé au sein de la deuxième division, où il termine deuxième derrière le Dinamo Tbilissi lors du championnat de printemps puis quatrième à l'automne. Bien que finissant sixième la saison suivante, il tire profit de l'expansion de la première division de neuf à vingt-six équipes pour intégrer l'élite à partir de la saison 1938. Les saisons d'avant-Seconde Guerre mondiale voient par la suite l'équipe termine entre la neuvième et la onzième position.
Les années suivants la fin de la guerre s'accompagnent d'une période faste pour le club, qui termine troisième du championnat dès 1945 avant de devenir un habitué des cinq premières places à la fin des années 1940, notamment aidé par les buteurs Oleksandr Ponomarov et Gueorgui Jarkov ainsi que d'autres joueurs tels que Nikolaï Morozov, Piotr Petrov, Antonin Sochnev, Pavel Solomatine ou encore le naturalisé Agustín Gómez Pagóla. Il connaît dans le même temps des parcours notables en Coupe d'Union soviétique, atteignant quatre fois les demi-finales entre 1944 et 1949, qui amènent notamment à une finale perdue face au Spartak Moscou en 1947 suivi d'une victoire à l'issue de l'édition 1949 contre le Dynamo Moscou, donnant au Torpedo son premier titre national.

#### Deuxième âge d'or puis une équipe de coupe (1950-1991)

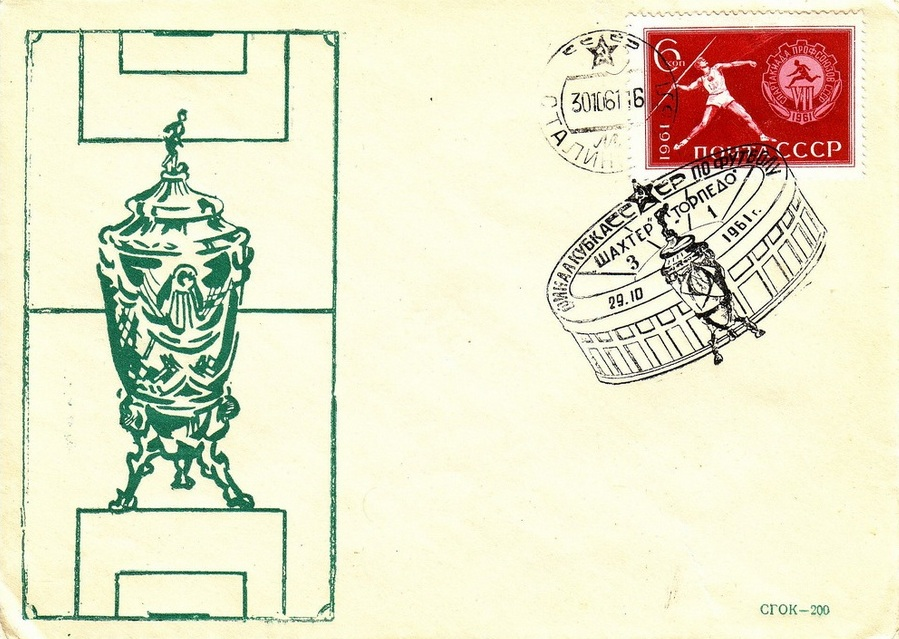
Carte postale pour la finale de la Coupe d'Union soviétique de 1961 contre le Chakhtar Donetsk.

Avec le départ progressif des principaux joueurs de l'après-guerre, le club connaît une période de transition entre 1950 et 1952 qui le voit enchaîner les places de bas de classement, bien que remportant une deuxième coupe nationale face au Spartak Moscou en 1952 sous les ordres de Viktor Maslov. Remplacé par Nikolaï Morozov puis Konstantin Beskov entre 1953 et 1956, le retour de Maslov en 1957 s'accompagne d'une nouvelle période faste qui connaît son apogée avec un doublé Coupe-Championnat en 1960, ainsi que deux places de vice-champion en 1957 et 1961 et deux finales de coupe en 1958 et 1961. Les principales figures de cette période sont cette fois les buteurs Guennadi Goussarov, Valentin Ivanov et Eduard Streltsov ainsi que Viktor Choustikov, Slava Metreveli, Leonid Ostrovskiy ou encore Valeri Voronine.
Emmené par cette génération dorée, le Torpedo remporte son deuxième championnat en 1965 et découvre dans la foulée les compétitions européennes en prenant part à la Coupe des clubs champions en 1966, où il est sorti d'entrée par l'Inter Milan. Il remporte par ailleurs nouvelle coupe nationale en 1968. L'équipe tombe cependant en fin de cycle par la suite, bien que remportant sa cinquième coupe d'Union soviétique en 1972, et retombe au classement, bien que restant un habitué des places de haut de tableau et remportant notamment la phase d'automne du championnat 1976. Elle se démarque à partir de là plus pour ses parcours en coupe nationale, enchaînant ainsi six finales entre 1977 et 1991, principalement sous la houlette de Valentin Ivanov, qui entraîne le club de 1980 à 1991, mais n'en remportant cependant qu'une seule en 1986 contre le Chakhtior Donetsk. Cette dernière victoire permet ainsi au club de prendre part dans la foulée à la Coupe des coupes où elle atteint le stade des quarts de finale avant d'être éliminée par les Girondins de Bordeaux. L'équipe est alors principalement connue pour ses défenseurs tels que Vladimir Boutourlakine, Vassili Joupikov, Viktor Krouglov ou encore Sergueï Prigoda qui finissent tous en tant qu'internationaux soviétiques et font partie des joueurs les plus capés de l'histoire du club.

### Période russe (depuis 1992)

#### Débuts en championnat russe et relégation (1992-2006)
Avec la chute de l'Union soviétique et la fin de son système footballistique en fin d'année 1991, le Torpedo est intégré dans la foulée au sein de la nouvelle première division russe à partir de la saison 1992. Finissant onzième pour sa première année puis septième en 1993, le club remporte tout de même la première édition de la Coupe de Russie cette année-là face au CSKA Moscou, notamment emmené par Sergueï Choustikov, Nikolaï Savitchev ou encore Igor Tchougaïnov. Les années qui suivent sont cependant difficiles pour l'équipe qui est finalement vendue en 1996 par la ZIL et rachetée par société Loujniki.
Emmené par l'entraîneur Vitali Chevtchenko, en place entre 1998 et 2002, le Torpedo connaît une très bonne période durant ces années-là qui le voit ainsi finir systématiquement entre la troisième et la quatrième place, avec notamment des joueurs comme Aleksandr Chirko, Viatcheslav Daïev, Igor Semchov ou encore Dmitri Viazmikine. Après le départ de Chetchenko et son remplacement par Sergueï Petrenko à la mi-saison 2002, les résultats de l'équipe retombent progressivement tandis que les difficultés financières s'enchaînent, jusqu'à s'effondrer complètement lors de la saison 2006 qui voit le club terminer avant-dernier du championnat avec vingt-deux points en trente matchs et être relégué en deuxième division pour la première fois de son histoire.

#### Passage dans les échelons inférieurs (2007-2022)
Après avoir fini sixième pour ses débuts au deuxième échelon, les problèmes financiers de l'équipe continuent à la plomber sportivement, amenant à une nouvelle relégation à l'issue de la saison 2008 après une dix-huitième place sur vingt-deux. Dans la foulée de cette nouvelle descente, le Torpedo est racheté par son propriétaire historique la ZIL en mars 2009 dans le cadre d'une éventuelle fusion avec son autre équipe du Torpedo-ZIL. Celle-ci échoue cependant et le club n'a d'autre choix que de disputer la saison 2009 au sein de la quatrième division amateur, où il remporte aisément le groupe de la ville de Moscou.
Retrouvant son statut professionnel et découvrant ainsi la troisième division pour la saison 2010, l'équipe dirigée par Sergueï Pavlov puis Igor Tchougaïnov parvient à terminer première du groupe Centre et retrouve ainsi le deuxième échelon pour la saison 2011-2012. Finissant huitième cette saison-là, le club connaît ensuite un exercice 2012-2013 difficile qui le voit terminer quatorzième à trois points de la relégation. Repris en main par Aleksandr Borodiouk pour la saison suivante, l'équipe termine cette fois troisième et barragiste du championnat, à quatre points des places de promotion directe. Confronté ainsi au Krylia Sovetov Samara lors du barrage de promotion, le Torpedo l'emporte dans un premier temps chez lui sur le score de 2-0 grâce à des buts d'Aleksandr Salouguine et Oleg Vlasov. Il obtient par la suite un match nul et vierge à Samara au match retour qui lui permet de retrouver la première division après huit années d'absence lors de la saison 2014-2015.
Ce retour dans l'élite est cependant très difficile pour l'équipe qui enchaîne des défaites à l'extérieur 4-1 puis 8-1 lors des deux premières journées contre le CSKA Moscou puis le Zénith Saint-Pétersbourg. Elle passe par la suite la quasi-totalité du championnat parmi les places de relégation, directe ou de barragiste, avant de finalement termine quinzième et avant-dernière et d'être directement reléguée au terme de l'exercice. Dans la foulée de cette descente, le club est à nouveau rattrapé par ses problème financiers qui le forcent à abandonner une éventuelle participation à la deuxième division, tandis qu'une dissolution est même évoquée. Finalement, grâce au soutien financier de la ZIL, le Torpedo parvient à conserver son statut professionnel et est finalement inscrit au sein du groupe Centre de la troisième division pour la saison 2015-2016.

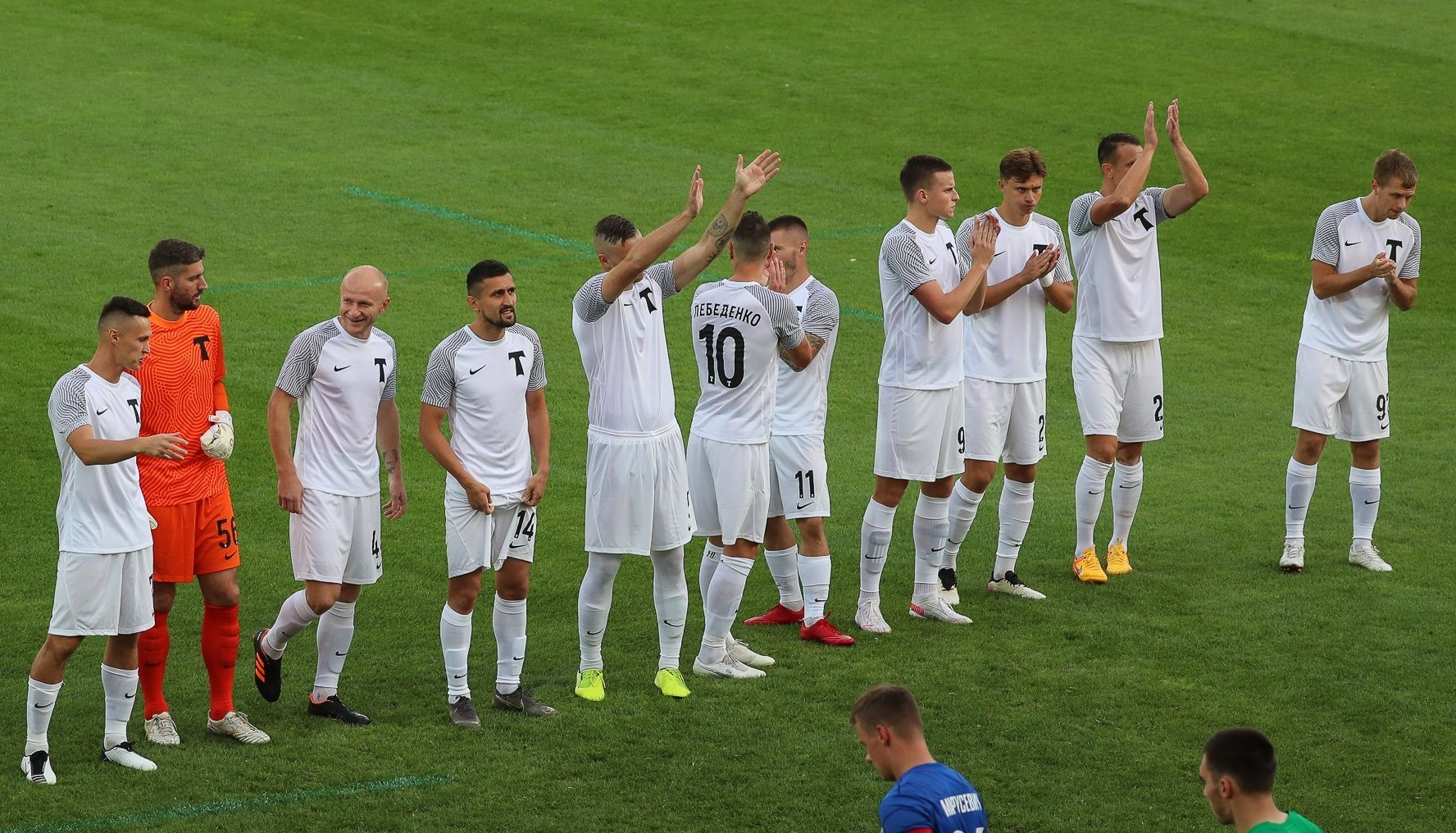
Les joueurs du Torpedo Moscou en août 2021.

Après avoir fini douzième cette saison-là puis troisième à l'été 2017, le club connaît un nouveau changement de propriétaire au mois d'octobre 2017, étant cette fois racheté par l'oligarque Roman Avdeïev. Dirigé par Igor Kolyvanov à partir du mois de juin 2017, le Torpedo termine dans un premier temps sixième l'année suivante avant de finalement l'emporter à l'issue de la saison 2018-2019 et d'effectuer son retour en deuxième division. Le contrat de Kolyvanov n'est cependant pas prolongé à l'issue de l'exercice et il quitte le club en fin de saison et est remplacé par Sergueï Ignachevitch. Cité parmi les principaux prétendants à la montée en première division, le Torpedo connaît un début d'exercice 2019-2020 très positif le voyant dominer pendant un temps le championnat, bien qu'une baisse de forme le place finalement en deuxième position au moment de la trêve hivernale. Cette méforme se poursuit brièvement après la fin de la trêve et voit ainsi le club tomber à la quatrième place au moment de la suspension du championnat au mois de mars 2020 en raison de la pandémie de Covid-19 en Russie. La compétition est par la suite arrêtée de manière définitive tandis que les classements sont maintenus tels quels. Dans la foulée les barrages de promotion sont également annulés et le Torpedo perd ainsi toute change de lutter pour la montée.
Malgré des débuts plus compliqués la saison suivante avec notamment une seule victoire lors des cinq premiers matchs, le club parvient à prendre une nouvelle fois part à la course pour la promotion en se classant quatrième et barragiste à quatre points du leader Nijni Novgorod à l'issue de la première partie de saison. La forme de l'équipe retombe cependant durant les premiers mois de 2021, une série de cinq matchs sans victoire la faisant retomber en sixième place et marquant la fin du mandat de Sergueï Ignachevitch qui est officiellement renvoyé le 22 mars 2021, puis remplacé le lendemain par Aleksandr Borodiouk qui fait son retour sur le banc de l'équipe. Sous ses ordres, le Torpedo continue de jouer les premiers rôles en finissant cette fois la phase automnale du championnat 2021-2022 en troisième position, à six points du leader Orenbourg. Durant la deuxième partie de saison, le club parvient à refaire son retard au classement et passe même en première position lors de l'avant-dernière journée avant d'assurer le titre de champion au terme de l'exercice pour faire son retour dans l'élite après sept ans d'absence.
Le 24 mai 2025, le Torpedo a assuré la deuxième place en deuxième division et sa promotion en Premier-Liga pour la saison 2025-2026.
Le 19 juin 2025, le copropriétaire du club, Leonid Sobolev, et le directeur général, Valeri Skorodumov, ont été arrêtés, soupçonnés d’avoir tenté de soudoyer l’arbitre Maksim Perezva. Ils sont soupçonnés d’avoir proposé à Perezva 6 000 000 de roubles (environ 66 000 euros) afin d’avantager le Torpedo lors de trois matchs entre mars 2025 et mai 2025 auxquels il devait officier. Perezva a signalé leur offre à la police. Les enquêteurs ont perquisitionné leurs bureaux et leurs domiciles, confisquant des appareils de communication et des documents. Fédération de Russie de football a ouvert sa propre enquête, tandis que la Premier-Liga a précisé que le Torpedo pourrait, hypothétiquement, être remplacé en Premier-Liga 2025-2026, mais uniquement avant le début de la compétition.
Le 8 juillet 2025, l’arbitre Bogdan Golovko, qui n’avait pas accordé de penalty contre le Torpedo lors de la dernière journée de la saison 2024-2025 (une décision jugée incorrecte par la commission officielle d’évaluation arbitrale de la Fédération russe de football), a également été arrêté pour « influence illégale sur une compétition sportive officielle ». Le match du Torpedo s’était terminé sur un nul, et le club avait fini la saison de deuxième division à la 2ᵉ place, synonyme de promotion, un point devant le Tchernomorets Novorossiysk. Si le Torpedo avait perdu ce match, le Tchernomorets serait passé devant au classement grâce au critère des confrontations directes. Cette question de classement est rapidement devenue caduque, car le Tchernomorets n’a pas pu obtenir la licence pour participer à la Premier-Liga cette saison-là ; le Torpedo aurait donc été promu même en terminant derrière, mais cela n’était pas certain au moment du match.
Le même jour, la Fédération de Russie de football a annoncé que la décision concernant une éventuelle sanction du Torpedo serait prise le 10 juillet 2025. Le 10 juillet 2025, la Fédération a exclu le Torpedo de la Premier-Liga, interdit Skorodumov et Sobolev d’activité dans le football (pour respectivement 10 et 5 ans) et infligé au Torpedo une amende de 5 millions de roubles (environ 55 000 euros).

## Identité du club
A l'origine, la majorité des supporters du Torpedo était les ouvriers de l'usine automobile ZIL et leurs familles. Ils résidaient à proximité dans le quartier Danilovski de Moscou. De nos jours, la base des supporters du Torpedo se trouve toujours dans ce quartier. Le stade Eduard Streltsov, construit en 1959, se trouve au nord-est du quartier Danilovski.
Le groupe de supporters principal du Torpedo s'appelle « Zapad-5 ».
Les supporters du Torpedo entretiennent des relations amicales avec les supporters du Spartak Moscou. Les supporters des clubs du Torpedo Vladimir, Torpedo Minsk et du Torpedo Jodzina sont également considérés comme des amis.

## Bilan sportif

### Palmarès
| Compétitions russes | Compétitions soviétiques | Compétitions internationales |
| --- | --- | --- |
| - Championnat de Russie - Troisième : 2000. - Coupe de Russie (1) - Vainqueur : 1993. - Championnat de Russie de D2 (1) - Vainqueur : 2022. - Championnat de Russie de D3 - Vainqueur de groupe : 2010. - Championnat de Russie amateur - Vainqueur de groupe : 2009. | - Championnat d'Union soviétique (3) - Champion : 1960, 1965 et 1976. - Vice-champion : 1957, 1961 et 1964. - Coupe d'Union soviétique (6) - Vainqueur : 1949, 1952, 1959-1960, 1968, 1972 et 1986. - Finaliste : 1947, 1958, 1961, 1966, 1977, 1982, 1988, 1989 et 1991. - Supercoupe d'Union soviétique - Finaliste : 1986. - Championnat d'Union soviétique de D2 - Vice-champion : 1936 (Printemps). | - Ligue des champions - Premier tour : 1966 et 1977. - Ligue Europa - Quart de finaliste : 1991. - Coupe des coupes - Quart de finaliste : 1968 et 1987. - Coupe Intertoto : - Demi-finaliste : 1997. |

Compétitions amicales
- Tournoi de l'Indépendance (1)
  - Vainqueur : 1984[30]

### Classements en championnat
La frise ci-dessous résume les classements successifs du club en championnat d'Union soviétique.
La frise ci-dessous résume les classements successifs du club en championnat de Russie.

### Bilan européen
Légende
- Victoire ou qualification pour le tour suivant
- Match nul
- Défaite ou élimination de la compétition

Note : dans les résultats ci-dessous, le score du club est toujours donné en premier.
| Saison                             | Compétition                        | Tour                               | Club                               | Domicile                           | Extérieur                          | Total                              |
| Représentant de l'Union soviétique | Représentant de l'Union soviétique | Représentant de l'Union soviétique | Représentant de l'Union soviétique | Représentant de l'Union soviétique | Représentant de l'Union soviétique | Représentant de l'Union soviétique |
| ---------------------------------- | ---------------------------------- | ---------------------------------- | ---------------------------------- | ---------------------------------- | ---------------------------------- | ---------------------------------- |
| 1966-1967                          | Coupe des clubs champions          | Premier tour                       | Inter Milan                        | 0 - 0                              | 0 - 1                              | 0 - 1                              |
| 1967-1968                          | Coupe des coupes                   | Premier tour                       | Motor Zwickau                      | 0 - 0                              | 1 - 0                              | 1 - 0                              |
| 1967-1968                          | Coupe des coupes                   | Deuxième tour                      | Spartak Trnava                     | 3 - 0                              | 3 - 1                              | 6 - 1                              |
| 1967-1968                          | Coupe des coupes                   | Quarts de finale                   | Cardiff City                       | 1 - 0                              | 0 - 1                              | 1 - 1 0 - 1                        |
| 1969-1970                          | Coupe des coupes                   | Tour préliminaire                  | Rapid Vienne                       | 1 - 1                              | 0 - 0                              | 1 - 1E                             |
| 1973-1974                          | Coupe des coupes                   | Premier tour                       | Athletic Bilbao                    | 0 - 0                              | 0 - 2                              | 0 - 2                              |
| 1975-1976                          | Coupe UEFA                         | Premier tour                       | SSC Naples                         | 4 - 1                              | 1 - 1                              | 5 - 2                              |
| 1975-1976                          | Coupe UEFA                         | Deuxième tour                      | Galatasaray                        | 3 - 0                              | 4 - 2                              | 7 - 2                              |
| 1975-1976                          | Coupe UEFA                         | Troisième tour                     | Dynamo Dresde                      | 3 - 1                              | 0 - 3                              | 3 - 4                              |
| 1977-1978                          | Coupe des clubs champions          | Premier tour                       | Benfica Lisbonne                   | 0 - 0 ap                           | 0 - 0                              | 0 - 0 (1 - 4 tab)                  |
| 1978-1979                          | Coupe UEFA                         | Premier tour                       | Molde FK                           | 4 - 0                              | 3 - 3                              | 7 - 3                              |
| 1978-1979                          | Coupe UEFA                         | Deuxième tour                      | VfB Stuttgart                      | 2 - 1                              | 0 - 2                              | 2 - 3                              |
| 1982-1983                          | Coupe des coupes                   | Premier tour                       | Bayern Munich                      | 1 - 1                              | 0 - 0                              | 1 - 1E                             |
| 1986-1987                          | Coupe des coupes                   | Premier tour                       | Haka Valkeakoski                   | 3 - 1                              | 2 - 2                              | 5 - 3                              |
| 1986-1987                          | Coupe des coupes                   | Deuxième tour                      | VfB Stuttgart                      | 3 - 0                              | 5 - 3                              | 8 - 3                              |
| 1986-1987                          | Coupe des coupes                   | Quarts de finale                   | Girondins de Bordeaux              | 3 - 2                              | 0 - 1                              | 3 - 3E                             |
| 1988-1989                          | Coupe UEFA                         | Premier tour                       | Malmö FF                           | 2 - 1                              | 0 - 2                              | 2 - 3                              |
| 1989-1990                          | Coupe des coupes                   | Premier tour                       | Cork City                          | 5 - 0                              | 1 - 0                              | 6 - 0                              |
| 1989-1990                          | Coupe des coupes                   | Deuxième tour                      | Grasshoppers Zurich                | 1 - 1                              | 0 - 3                              | 1 - 4                              |
| 1990-1991                          | Coupe UEFA                         | Premier tour                       | GAIS                               | 4 - 1                              | 1 - 1                              | 5 - 2                              |
| 1990-1991                          | Coupe UEFA                         | Deuxième tour                      | Séville FC                         | 3 - 1                              | 1 - 2                              | 4 - 3                              |
| 1990-1991                          | Coupe UEFA                         | Troisième tour                     | AS Monaco                          | 2 - 1                              | 2 - 1                              | 4 - 2                              |
| 1990-1991                          | Coupe UEFA                         | Quarts de finale                   | Brøndby IF                         | 1 - 0 ap                           | 0 - 1                              | 1 - 1 (2 - 4 tab)                  |
| 1991-1992                          | Coupe UEFA                         | Premier tour                       | Hallescher FC                      | 3 - 0                              | 1 - 2                              | 4 - 2                              |
| 1991-1992                          | Coupe UEFA                         | Deuxième tour                      | Sigma Olomouc                      | 0 - 0                              | 0 - 2                              | 0 - 2                              |
| Représentant de la Russie          |                                    |                                    |                                    |                                    |                                    |                                    |
| 1992-1993                          | Coupe UEFA                         | Premier tour                       | Manchester United                  | 0 - 0 ap                           | 0 - 0                              | 0 - 0 (4 - 3 tab)                  |
| 1992-1993                          | Coupe UEFA                         | Deuxième tour                      | Real Madrid                        | 3 - 2                              | 2 - 5                              | 5 - 7                              |
| 1993-1994                          | Coupe des coupes                   | Premier tour                       | Maccabi Haïfa                      | 1 - 0                              | 1 - 3                              | 2 - 3                              |
| 1996-1997                          | Coupe UEFA                         | Deuxième tour Q                    | Hajduk Split                       | 2 - 0                              | 0 - 1                              | 2 - 1                              |
| 1996-1997                          | Coupe UEFA                         | Premier tour                       | Dinamo Tbilissi                    | 0 - 1                              | 1 - 1                              | 1 - 2                              |
| 1997                               | Coupe Intertoto                    | Groupe 12                          | Merani Tbilissi                    | N/A                                | 2 - 0                              | Premier                            |
| 1997                               | Coupe Intertoto                    | Groupe 12                          | Iraklis Thessalonique              | 4 - 1                              | N/A                                | Premier                            |
| 1997                               | Coupe Intertoto                    | Groupe 12                          | Floriana FC                        | N/A                                | 1 - 0                              | Premier                            |
| 1997                               | Coupe Intertoto                    | Groupe 12                          | SV Ried                            | 2 - 0                              | N/A                                | Premier                            |
| 1997                               | Coupe Intertoto                    | Demi-finales                       | AJ Auxerre                         | 4 - 1                              | 0 - 3                              | 4 - 4E                             |
| 2000-2001                          | Coupe UEFA                         | Premier tour                       | Lausanne-Sport                     | 0 - 2                              | 2 - 3                              | 2 - 5                              |
| 2001-2002                          | Coupe UEFA                         | Premier tour                       | Ipswich Town                       | 1 - 2                              | 1 - 1                              | 2 - 3                              |
| 2003-2004                          | Coupe UEFA                         | Tour préliminaire                  | SP Domagnano                       | 5 - 0                              | 4 - 0                              | 9 - 0                              |
| 2003-2004                          | Coupe UEFA                         | Premier tour                       | CSKA Sofia                         | 1 - 1                              | 1 - 1                              | 2 - 2 (3 - 2 tab)                  |
| 2003-2004                          | Coupe UEFA                         | Deuxième tour                      | Villarreal CF                      | 1 - 0                              | 0 - 2                              | 1 - 2                              |

1. ↑  Match d'appui.

## Personnalités

### Entraîneurs
La liste suivante présente les différents entraîneurs connus du club.
- Viktor Maslov (1931)
- Sergueï Troïtski (1932)
- Sergueï Boukhteïev (en) (1932-1934)
- Nikolaï Nikitine (ru) (1935-juillet 1937)
- Sergueï Boukhteïev (en) (juillet 1937-mai 1939)
- Konstantin Kvachnine (juin 1939-1940)
- Viktor Maslov (1944-août 1945)
- Fiodor Seline (en) (septembre 1945-octobre 1945)
- Viktor Maslov (1946-juin 1948)
- Nikolaï Nikitine (ru) (juin 1948-mai 1949)
- Konstantin Kvachnine (en) (juillet 1949-décembre 1950)
- Vladimir Mochkarkine (ru) (janvier 1951-juillet 1951)
- Andreï Rjevtsev (ru) (juillet 1951-décembre 1951)
- Viktor Maslov (janvier 1952-août 1953)
- Nikolaï Morozov (septembre 1953-octobre 1955)
- Konstantin Beskov (1956)
- Viktor Maslov (1957-1961)
- Gueorgui Jarkov (en) (1962)
- Iouri Zolotov (ru) (janvier 1963-avril 1963)
- Nikolaï Morozov (mai 1963-novembre 1963)
- Viktor Marienko (janvier 1964-février 1967)
- Nikolaï Morozov (février 1967-juillet 1967)
- Valentin Ivanov (août 1967-décembre 1970)
- Viktor Maslov (janvier 1971-août 1973)
- Valentin Ivanov (septembre 1973-décembre 1978)
- Vladimir Salkov (en) (janvier 1979-juillet 1980)
- Valentin Ivanov (août 1980-août 1991)
- Ievgueni Skomorokhov (en) (septembre 1991-août 1992)
- Iouri Mironov (en) (août 1992-août 1994)
- Valentin Ivanov (août 1994-janvier 1997)
- Aleksandr Tarkhanov (janvier 1997-mai 1998)
- Valentin Ivanov (mai 1998-novembre 1998)
- Vitali Chevtchenko (novembre 1998-juillet 2002)
- Sergueï Petrenko (juillet 2002-septembre 2006)
- Aleksandr Gostenine (en) (septembre 2006-décembre 2006)
- Gueorgui Iartsev (janvier 2007-juin 2007)
- Viatcheslav Daïev (juin 2007-juillet 2007)
- Ravil Sabitov (en) (août 2007-mai 2008)
- Viatcheslav Daïev (mai 2008-décembre 2009)
- Sergueï Pavlov (décembre 2009-août 2010)
- Igor Tchougaïnov (août 2010-avril 2012)
- Mikhaïl Belov (en) (avril 2012-novembre 2012)
- Boris Ignatiev (novembre 2012-juin 2013)
- Vladimir Kazakov (en) (juin 2013-août 2013)
- Nikolaï Savitchev (en) (août 2013-septembre 2013)
- Aleksandr Borodiouk (septembre 2013-mai 2014)
- Nikolaï Savitchev (en) (juin 2014-novembre 2014)
- Valeri Petrakov (novembre 2014-avril 2016)
- Vladimir Beloussov (ru) (avril 2016-mai 2016)
- Viktor Boulatov (mai 2016-mai 2017)
- Igor Kolyvanov (juin 2017-juin 2019)
- Sergueï Ignachevitch (juin 2019-mars 2021)
- Aleksandr Borodiouk (mars 2021-août 2022)
- Nikolaï Savitchev (en) (août 2022-octobre 2022)
- Andreï Talalaïev (octobre 2022-mars 2023)
- Pep Clotet (mars 2023-octobre 2023)
- Artiom Gorlov (octobre 2023-janvier 2024)
- Oleg Kononov (depuis janvier 2024)

### Joueurs emblématiques

#### Distinctions individuelles

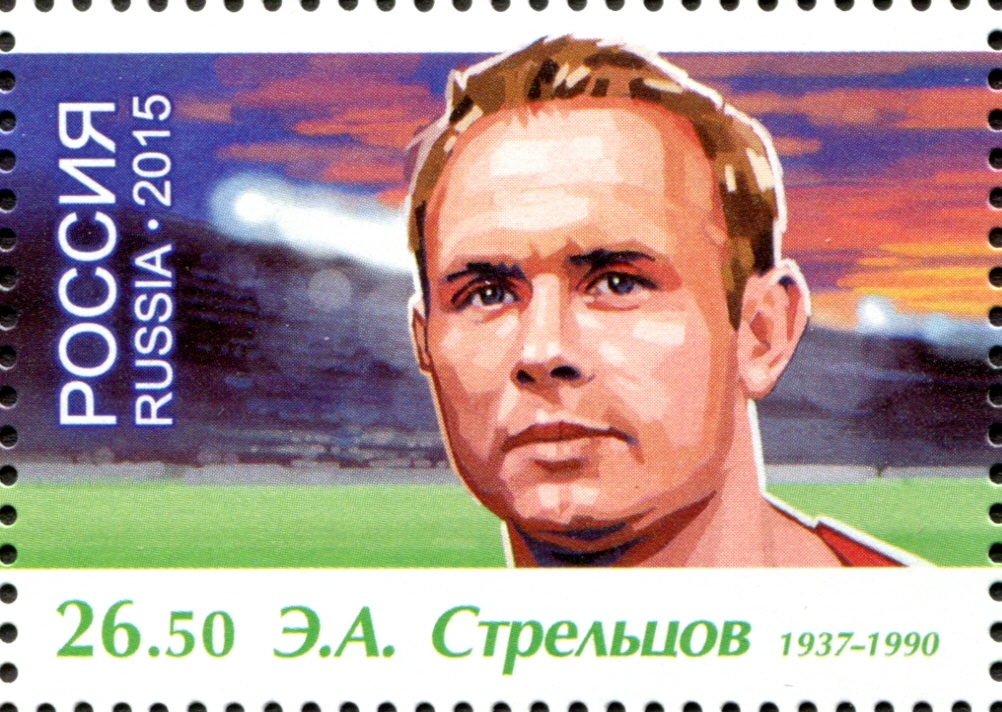
Le « Pelé russe » Eduard Streltsov passe l'intégralité de sa carrière au Torpedo au cours des années 1950 et 1960.

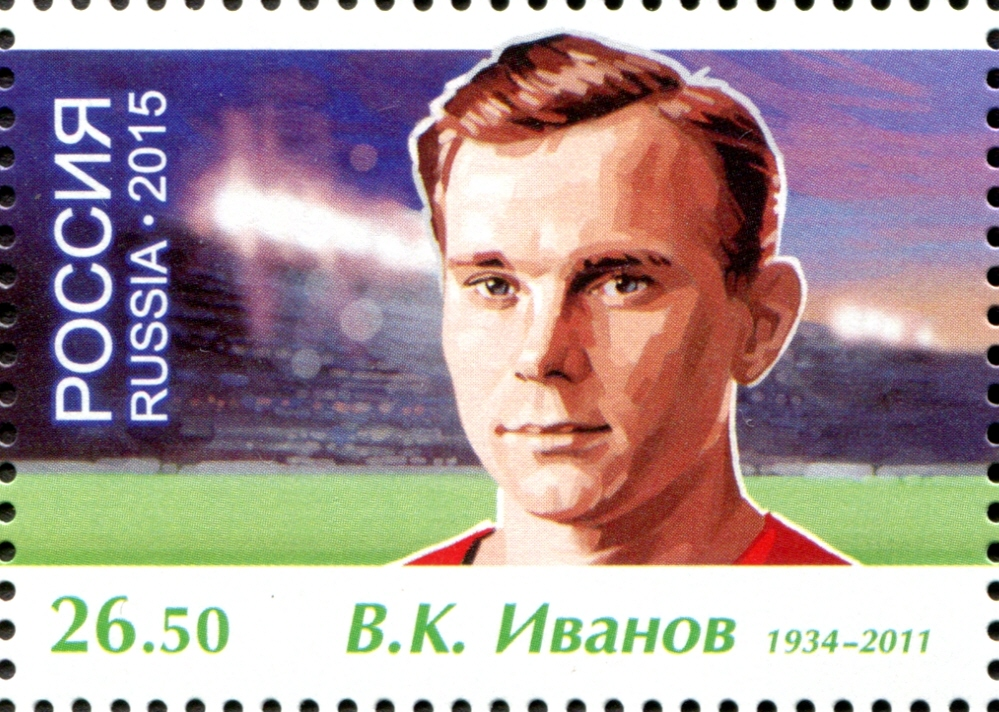
Auteur de 139 buts entre 1953 et 1967, Valentin Ivanov est le meilleur buteur de l'histoire du club.

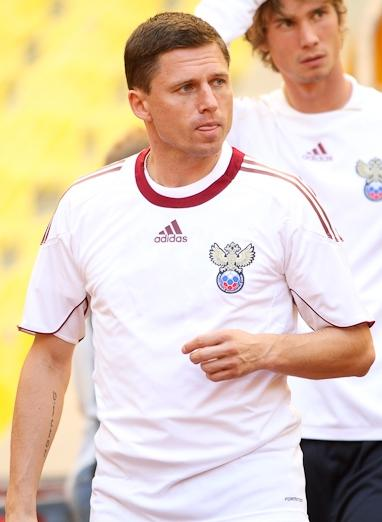
L'international russe Igor Semchov évolue au Torpedo de 1998 à 2005.

La liste suivante présente les joueurs ayant obtenu des distinctions individuelles notables au cours de leur passage au club.
| Nom                        | Période au club     | Performances |
| -------------------------- | ------------------- | --- |
| Anatoli Akimov (en)        | 1945-1948 1951-1952 | Équipe-type du championnat soviétique en 1948. |
| Oleksandr Ponomarov        | 1945-1950           | Meilleur buteur du championnat soviétique en 1946. Équipe-type du championnat soviétique en 1948.                                                                              |
| Valentin Ivanov            | 1953-1967           | Meilleur buteur de l'histoire du club (139 buts). Meilleur buteur de la Coupe du monde 1962. Équipe-type du championnat soviétique à neuf reprises entre 1955 et 1964.         |
| Eduard Streltsov           | 1954-1958 1965-1970 | Footballeur soviétique de l'année en 1967 et 1968. Meilleur buteur du championnat soviétique en 1955. Équipe-type du championnat soviétique à six reprises entre 1955 et 1968. |
| Slava Metreveli            | 1956-1962           | Équipe-type du championnat soviétique entre 1958 et 1962. |
| Valeri Voronine            | 1958-1969           | Footballeur soviétique de l'année en 1964 et 1965. Équipe-type du championnat soviétique entre 1962 et 1965.                                                                   |
| Viktor Choustikov          | 1958-1972           | Joueur le plus capé de l'histoire du club (493 matchs). Équipe-type du championnat soviétique en 1963 et 1964.                                                                 |
| Anzor Kavazachvili         | 1961-1968           | Gardien soviétique de l'année en 1965 et 1967. Équipe-type du championnat soviétique en 1967.                                                                                  |
| Guennadi Goussarov         | 1957-1962           | Meilleur buteur du championnat soviétique en 1960 et 1961. |
| Sergueï Prigoda (en)       | 1975-1988           | Équipe-type du championnat soviétique en 1977. |
| Vadim Nikonov              | 1966-1975 1977-1978 | Équipe-type du championnat soviétique en 1974. |
| Viktor Bannikov            | 1970-1973           | Gardien soviétique de l'année en 1970. Équipe-type du championnat soviétique en 1970.                                                                                          |
| Viktor Krouglov (en)       | 1972-1981 1984-1988 | Équipe-type du championnat soviétique en 1976. |
| Viatcheslav Chanov         | 1979-1984           | Gardien soviétique de l'année en 1981. |
| Valeri Sarytchev           | 1982-1991           | Gardien soviétique de l'année en 1991. |
| Sergueï Choustikov         | 1988-1996           | Liste des 33 meilleurs joueurs de Russie en 1995. |
| Andreï Afanasiev (en)      | 1989-1994           | Liste des 33 meilleurs joueurs de Russie en 1992, 1993 et 1994. |
| Aleksandr Podchivalov (en) | 1991-1993           | Gardien russe de l'année en 1993. |
| Igor Semchov               | 1998-2005           | Liste des 33 meilleurs joueurs de Russie en 2002, 2004 et 2005. |
| Dmitri Viazmikine          | 2000-2001           | Meilleur buteur du championnat russe en 2001. |

| #  | Nom                       | Période              | Matchs |
| -- | ------------------------- | -------------------- | ------ |
| 1  | Viktor Choustikov         | 1958-1972            | 493    |
| 2  | Aleksandr Poloukarov (en) | 1980-1991            | 395    |
| 3  | Sergueï Prigoda (en)      | 1976-1988            | 393    |
| 4  | Vladimir Iourine (en)     | 1970-1980            | 355    |
| 5  | Sergueï Petrenko          | 1974-1985            | 331    |
| 6  | Valentin Ivanov           | 1953-1966            | 311    |
| 7  | Leonid Pakhomov (en)      | 1967-1976            | 309    |
| 8  | Vassili Joupikov (en)     | 1977-1985            | 307    |
| 9  | Sergueï Agachkov (en)     | 1987-1992, 1994-1997 | 278    |
| 10 | Guennadi Grichine (en)    | 1986-1995            | 277    |

| #  | Nom                      | Période              | Buts |
| -- | ------------------------ | -------------------- | ---- |
| 1  | Valentin Ivanov          | 1953-1966            | 139  |
| 2  | Eduard Streltsov         | 1954-1958, 1965-1970 | 117  |
| 3  | Oleksandr Ponomarov      | 1945-1950            | 101  |
| 4  | Guennadi Goussarov       | 1957-1962            | 82   |
| 5  | Gueorgui Jarkov (en)     | 1939-1951            | 67   |
| 6  | Iouri Savitchev          | 1985-1990            | 62   |
| 7  | Igor Semchov             | 1998-2005            | 59   |
| 8  | Piotr Petrov (ru)        | 1938-1949            | 59   |
| 9  | Nikolaï Vassiliev (en)   | 1975-1985            | 55   |
| 10 | Vladimir Gretchniov (en) | 1985-1990, 1995      | 47   |

#### Autres joueurs notables
La liste suivante présente d'autres joueurs notables du club. Ceux ayant représenté leur équipe nationale durant leur passage sont marqués en gras.
URSS/Russie
- Sergueï Agachkov (en) (1987-1991, 1994-1997)
- Viatcheslav Adreïouk (en) (1963-1967)
- Boris Batanov (en) (1960-1966)
- Vladimir Boutourlakine (ru) (1968-1981)
- Vladimir Brednev (ru) (1965-1968)
- Mikhaïl Bytchkov (1949-1954)
- Guennadi Chalimov (ru) (1966-1973)
- Valeri Chaveïko (ru) (1981-1987)
- Sergueï Chavlo (1986-1987)
- Vladimir Chtcherbakov (ru) (1964-1968)
- Anatoli Degtiariov (ru) (1969-1977)
- Albert Denisenko (ru) (1955-1959)
- Valentin Denisov (ru) (1958-1962, 1965-1966)
- Aleksandr Dozmorov (en) (1980-1985, 1990)
- Youri Faline (1955-1960)
- Valeri Filatov (en) (1974-1979)
- Vladimir Galaïba (en) (1978-1984, 1987)
- Mikhaïl Gerchkovitch (en) (1967-1971)
- Aleksandr Gostenine (en) (1980-1986)
- Grigori Ianets (ru) (1968-1974)
- Vladimir Iourine (en) (1970-1980)
- Gueorgui Jarkov (en) (1939-1951)
- Vassili Joupikov (en) (1977-1985)
- Ramiz Karitchev (ru) (1937-1949)
- Dmitri Kharine (1984-1987)
- Ievgueni Khrabostine (en) (1975-1980)
- Vladimir Kobzev (en) (1983-1988)
- Valentin Kovatch (ru) (1986-1990)
- Vladimir Krasnov (ru) (1968-1973)
- Aleksandr Lenev (1965-1971)
- Nikolaï Manoshine (1956-1962)
- Viatcheslav Marouchko (en) (1964-1967)
- Viktor Maslov (1931-1942)
- Aleksandr Medakine (en) (1956-1963)
- Vladimir Mikhaïlov (en) (1965-1969)
- Iouri Mironov (en) (1970-1971, 1975-1979)
- Nikolaï Morozov (1938-1940, 1945-1949)
- Leonid Ostrovskiy (1956-1962)
- Agustín Gómez Pagóla (1947-1956)
- David Païs (ru) (1967-1971)
- Leonid Pakhomov (en) (1967-1976)
- Valeri Petrakov (1981-1985)
- Sergueï Petrenko (1974-1985)
- Piotr Petrov (ru) (1938-1949)
- Vladimir Pivtsov (en) (1981-1986)
- Aleksandr Poloukarov (en) (1980-1991)
- Andreï Redkous (en) (1980-1986)
- Vladimir Sakharov (en) (1975-1981)
- Vladimir Saraïev (en) (1964-1968)
- Nikolaï Savitchev (en) (1984-1993)
- Iouri Savitchev (1984-1990)
- Nikolaï Senioukov (ru) (1953-1961)
- Oleg Sergueïev (ru) (1957-1966)
- Oleg Shirinbekov (en) (1987-1991, 1994-1995)
- Antonin Sochnev (1947-1952)
- Pavel Solomatine (ru) (1948-1953)
- Anatoli Soloviov (ru) (1972-1974, 1981-1985)
- Youri Susloparov (1981-1985)
- Iouri Tchaïko (ru) (1946-1954)
- Aleksandr Tchoumakov (en) (1966-1972)
- Nikolaï Vassiliev (en) (1975-1985)
- Anatoli Zarapine (en) (1974-1981)
- Denis Boïarintsev (2012-2014)
- Dmitri Borodine (2002-2007)
- Sergueï Boudyline (en) (2002-2007)
- Alekseï Bougaïev (2001, 2003-2004)
- Viktor Boulatov (1998)
- Ievgueni Bushmanov (1997-1998)
- Aleksandr Chirko (en) (2001-2003)
- Sergueï Choustikov (1988-1996)
- Viatcheslav Daïev (1999-2001)
- Andreï Gachkine (en) (1997-2001)
- Iouri Gazinski (2012-2013)
- Vladimir Gretchniov (en) (1986-1990, 1985)
- Guennadi Grichine (en) (1986-1995)
- Viatcheslav Kamoltsev (1996-2001)
- Lioubomir Kantonistov (en) (2006-2008)
- Dmitri Khokhlov (1997)
- Oleg Kornaukhov (en) (1992-1997, 2007)
- Igor Lebedenko (en) (2000-2004, 2019-)
- Vladimir Leonchenko (en) (1995-1997, 1999-2003)
- Andreï Louniov (2009-2014)
- Ievgueni Loutsenko (2004-2008)
- Marat Makhmutov (en) (1995-1997, 2000-2003)
- Andreï Malaï (en) (1998-2002)
- Pavel Mamaïev (2005-2007)
- Ivan Novosseltsev (2012-2014)
- Dmitri Oulianov (en) (1987-1994)
- Aleksandr Panov (2004-2007, 2010)
- Vladimir Pchelnikov (en) (1989-1997)
- Aleksandr Podshivalov (en) (1991-1993)
- Dmitri Prokopenko (en) (1993-1996)
- Mikhaïl Soloviov (en) (1989-1994)
- Vadim Steklov (en) (2010-2015)
- Maksim Tcheltsov (en) (1987-1995)
- Igor Tchougaïnov (1987-1993)
- Vitali Volkov (en) (1999-2006)
- Boris Vostrosablin (en) (1992-1996)
- Konstantin Zyrianov (2000-2007)

Pays de l'ex-URSS
- Radislav Orlovski (1997-2000)
- Aleksandr Lukhvich (1999-2004)
- Maksim Romaschenko (2006-2007)
- Arsen Avakov (1996-2000)
- Serhiy Skachenko (1992-1993, 1997-1999, 2001)
- Valeri Vorobiov (en) (1997-2003)
- Sergueï Kormiltsev (en) (2000-2006)

Europe
- Emir Spahić (2005-2006)
- Enar Jääger (2005-2007)
- Andres Oper (2003-2005)
- Andrei Stepanov (2004-2006)
- Vladimir Voskoboinikov (2007-2008)
- Edgaras Jankauskas (1997)
- Saulius Klevinskas (2011-2014)
- Tomas Mikuckis (en) (2013-2015)
- Mantas Samusiovas (en) (2003-2005)
- Rimantas Žvingilas (en) (2000-2001)
- Cristian Dancia (en) (2004-2006)
- Mihai Drăguș (1999-2000)
- Gheorghe Florescu (2006-2007)
- Đorđe Jokić (2005-2007)
- Dalibor Stevanović (2014-2015)

## Historique du logo
La galerie suivante liste les différents logos connus du club au cours de son existence,.

Proletarskaïa Kouznitsa (1924-1930)
AMO (1930-1932)
ZIS (1933-1936)
1936-1950
1950-1960
Années 1960
Années 1960
1980-1983
1983-1984
1991
1993-1996
1998
1999-2009
2010
2018-2023
Depuis 2023